# Forcipomyia pontica
Forcipomyia pontica är en tvåvingeart som beskrevs av Remm och Zhogoley 1968. Forcipomyia pontica ingår i släktet Forcipomyia och familjen svidknott. Inga underarter finns listade i Catalogue of Life.